# Zlati Rep
Zlati Rep este o localitate din comuna Ribnica, Slovenia, cu o populație de 12 locuitori.